# Paragarista albostriata
Paragarista albostriata är en fjärilsart som beskrevs av George Thomas Bethune-Baker 1906. Paragarista albostriata ingår i släktet Paragarista och familjen nattflyn. Inga underarter finns listade i Catalogue of Life.